# Erlandergården
Erlandergården är ett personmuseum i Ransäter i Munkfors kommun, Sverige.
Museet har förre statsministern Tage Erlander som tema. Det är ett trevåningshus. Då Tage Erlander var liten bodde han med sin familj på andra våningen och gick i folkskola på första våningen, där folkskolan hade sina lokaler och hans far var folkskollärare. 
Den del av museet som är ett skolmuseum invigdes den 13 juni 1987 av dåvarande statsministern Ingvar Carlsson Museet i Tage Erlanders hem invigdes av sonen Sven Erlander den 13 juni 1990.
Erlandergården drivs i dag (2016) av en stiftelse som består av medlemmar ur familjen Erlander.